# Movimento operaio a Piombino
Il movimento operaio a Piombino ha avuto una storia peculiare e particolarmente rilevante all'interno del contesto nazionale, al punto da causare la “liberazione” della città dal nazifascismo prima dell'arrivo delle truppe alleate. La forza dei sindacati all'interno delle maggiori fabbriche cittadine ha poi determinato, nel corso del XX secolo il verificarsi di intense lotte sociali dagli esiti diversi.

## La “auto”-liberazione del 1943
Il 1943 è l'anno della svolta nella Seconda Guerra Mondiale. Se sul fronte orientale inizia la controffensiva dell'Armata Rossa, dopo la vittoriosa battaglia di Stalingrado del novembre 1942, anche la situazione nello scacchiere meridionale volge a sfavore delle forze dell'Asse: nel maggio si ha la capitolazione definitiva delle truppe italo-tedesche in Africa e il 10 luglio lo sbarco degli Alleati in Sicilia.

In Italia si acuì la crisi politica e militare del Fascismo, che era già stato scosso dagli scioperi del marzo [[1943]] in diverse fabbriche nazionali. A Piombino questi scioperi portarono a una liberazione della città in anticipo rispetto a quanto stava avvenendo nel resto della penisola.

## La manifestazione del 26 luglio
Nella mattina del 26 luglio a Piombino, mentre la città, dopo l'annuncio della caduta di Mussolini, attendeva con ansia l'uscita degli operai dalle fabbriche, un gruppo di cittadini si mise a percorrere le vie del centro cantando inni patriottici dietro una bandiera tricolore tenuta dall'operaio Ferruccio Dani. Il gruppo mano a mano si ingrossò di soldati, bottegai, funzionari e ragazzi; ma le autorità militari e la polizia pensarono di troncare sul nascere questa prima timida manifestazione patriottica e badogliana, chiedendo a Ferruccio Dani di consegnare la bandiera. Costui si rifiutò e venne quindi arrestato e condotto in caserma.
La polizia e le autorità militari avevano ragione di preoccuparsi: in città si sapeva infatti che gli operai dell'ILVA e della Magona (stabilimento siderurgico) – i due principali stabilimenti siderurgici - avevano deciso di uscire in massa dagli stabilimenti alle 10 e già si vedeva sventolare sulla ciminiera dell'“agglomerato” all'ILVA una bandiera rossa. Stando agli ordini di Badoglio l'esercito e la polizia avrebbero dovuto piazzarsi davanti ai cancelli delle fabbriche, “procedere in formazione di combattimento, aprire il fuoco a distanza, anche con mortai e artiglierie, senza preavvisi di sorta, come se si procedesse contro truppe nemiche…“. La scelta era quindi tra sciogliere la manifestazione o fare una carneficina.

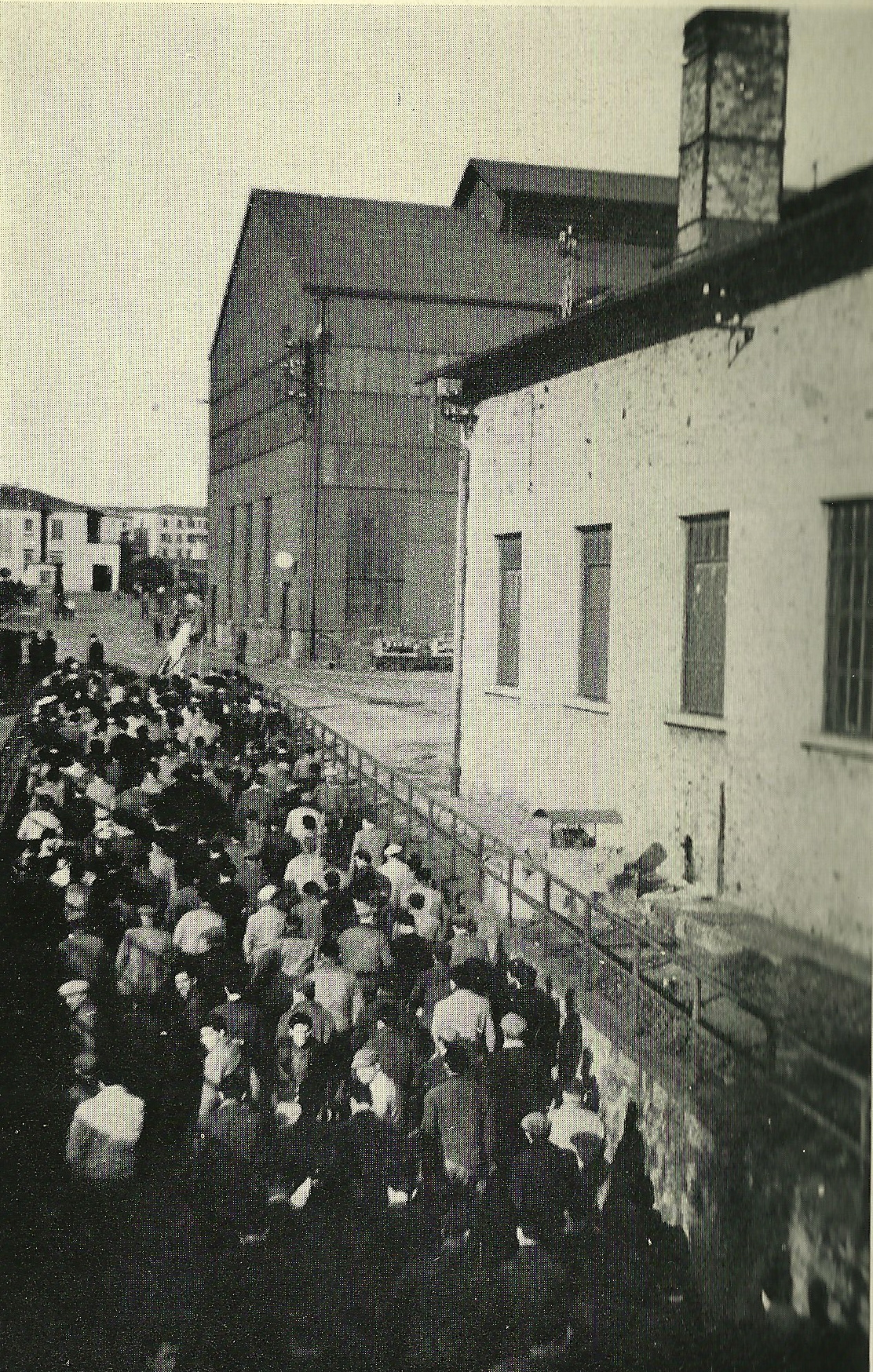
Acciaieria "La Magona" di Piombino: gli operai si recano all'assemblea nel piazzale in cui decideranno l'occupazione della fabbrica.

Carri Armati e autoblindo erano già in cammino – racconta il maresciallo dei carabinieri Amedeo Rigoldi- ma provenivano da Fiorentina (una località distante alcuni chilometri da Piombino) mentre sulla piazza si poteva disporre di: 200 carabinieri, alcuni agenti di polizia e qualche pattuglia di marinai, decisamente insufficienti per tenere a freno 15.000 operai.
All'interno dell'ILVA gli operai, armati di mazze e di arnesi in ferro, si diressero verso l'edificio della direzione, ma non vi trovarono nessuno perché i pezzi grossi dello stabilimento, vicini al partito fascista locale, avevano già preso il largo. Alle 10 gli operai uscirono dagli stabilimenti con le bandiere rosse. Donne e ragazzi andarono loro incontro. Nel frattempo una massa di persone si diresse verso il Municipio e la Casa del Fascio: qui i manifestanti fecero a pezzi la sede dei sindacati fascisti, impossessandosi di pistole e bombe a mano. Non ci furono né morti, né feriti gravi. Squadre di operai vigilavano nel frattempo il porto e la stazione di Campiglia. Nell'ILVA e nella Magona gli operai accordarono coi militanti anarchici e libertari.

## Il periodo della rivolta
La mattina del 27 si sparse la notizia del secondo proclama di Badoglio, che vietava gli assembramenti avvertendo che la forza pubblica aveva l'ordine di sparare sugli inadempienti. 
Sempre quella mattina apparvero sui muri della città i manifesti delle autorità militari territoriali che ordinavano il coprifuoco dal tramonto all'alba, con il divieto di circolazione per i civili. Per mantenere l'ordine pubblico le autorità militari formarono pattuglie miste di carabinieri soldati e poliziotti. Fecero la loro comparsa anche i carri armati davanti ai cancelli delle fabbriche e agli sbocchi delle vie principali. “Alle 16- scrive il capitano di fregata Renato Novelli – si doveva far uso delle mitragliatrici, che sparavano in aria…”.

Accadde che un fascista di nome Angelo Costantini, particolarmente odiato dai Piombinesi, era stato invitato a salire a bordo di un'autoblinda ferma davanti al Palazzo Comunale, mentre i soldati con le armi spianate minacciavano i cittadini. Si era scoperto così che nell'edificio del Comune stavano asserragliati un gruppo di fascisti fra cui il Podestà ed il capo delle guardie, Murzi Francesco che, era uno degli assassini dell'anarchico Lucarelli (avvenuto il 9 luglio 1922). Le autorità militari avevano quindi mandato le autoblinde a salvare i fascisti ed in quella occasione avevano dovuto far uso delle armi.

Giungevano intanto notizie dalle altre città toscane: [[Livorno]], [[Siena]], [[Firenze]], [[Grosseto]], ovunque si erano avute soltanto grandi manifestazioni di gioia per la caduta del regime: si era inneggiato al Re, a Badoglio e invocata pace, ma non si erano organizzati scioperi o rivolte.

Sull'onda di queste notizie, dopo l'intervallo massiccio dell'esercito e della polizia la manifestazione si spense e la borghesia piombinese – bottegai arricchiti dalla guerra, ricchi professionisti, intellettuali e funzionari statali pervenuti a posizioni di ricchezza e comando nell'ambito delle città per meriti fascisti - prese respiro.

## La nascita della resistenza armata (10 settembre 1943)
Venne l'8 settembre, mentre il re scappava e il maresciallo Badoglio si preparava a scappare, l'esercito si dissolveva senza guida e i soldati tornavano a casa senza alcuna tutela.

A Piombino arrivarono i tedeschi. La mattina del 10 settembre, poco prima dell'alba, numerose unità da sbarco della marina tedesca, varie motolance, un grande piroscafo da carico e due cacciapediniere, entrarono nel porto di Piombino. La difesa costiera, malgrado l'avvistamento, era rimasta completamente passiva.

La notizia dell'arrivo dei tedeschi venne portata in città dagli operai del turno di notte, che uscivano alle 5 dagli stabilimenti. Frattanto al porto, dal piroscafo ausiliario della marina tedesca, si staccava una lancia con a bordo alcuni ufficiali che chiedevano alla Capitaneria di voler conferire con il comandante del presidio, generale Fortunato Perni, che quindi li ricevette.

Ma nelle fabbriche ogni decisione era già stata presa: tutti gli operai uscirono dagli stabilimenti e si diressero verso il centro della città. Alcuni accorrevano alle batterie, alle caserme, ai depositi di armi. Dove le batterie erano deserte gli ufficiali e marinai si armavano. Si cercava dinamite, tritolo, denotatori. In mano agli operai apparvero i fucili recuperati il 26 luglio alla Casa del Fascio.

Davanti al comando del Presidio, che si era trasferito in piazza Verdi, si improvvisarono manifestazioni di protesta e si comandò agli ufficiali e ai soldati di unirsi al popolo e di combattere.

Da via Giordano Bruno, via Leonardo da Vinci e via Galileo, tre vie che convergono sulla piazza Verdi da tre opposte direzioni, sopraggiunse un gran numero di carabinieri che tentarono di contenere con violenza la folla degli operai. Altrettanto improvvisa fu la risposta e i carabinieri che erano tra la folla ne vennero travolti e disarmati.

Il gruppo dei carabinieri sopraggiunto in via Giordano Bruno, comandato dal maresciallo Rigoldi, spianò le armi e si preparò a far fuoco. Da tutte le strade arrivarono di corsa uomini, donne, ragazzi, mentre dalle finestre si gridavano insulti alle autorità militari. Gli operai si strinsero intorno alla macchina dove si trovava il maresciallo Rigoldi, che visibilmente spaventato, tentava di riportare la calma; egli, che era molto popolare a Piombino, salì sopra il tettino della macchina e gridò ”Viva Badoglio, viva il re, abbasso i tedeschi!”. Dopodiché diede ai carabinieri l'ordine di ritirata e restò a parlamentare con la folla.

L'incarico di pacificare gli animi fu affidato al Comitato di Concentrazione, al quale ormai era riconosciuta una funzione dirigente da parte delle autorità militari, ma non ebbe successo. 

 

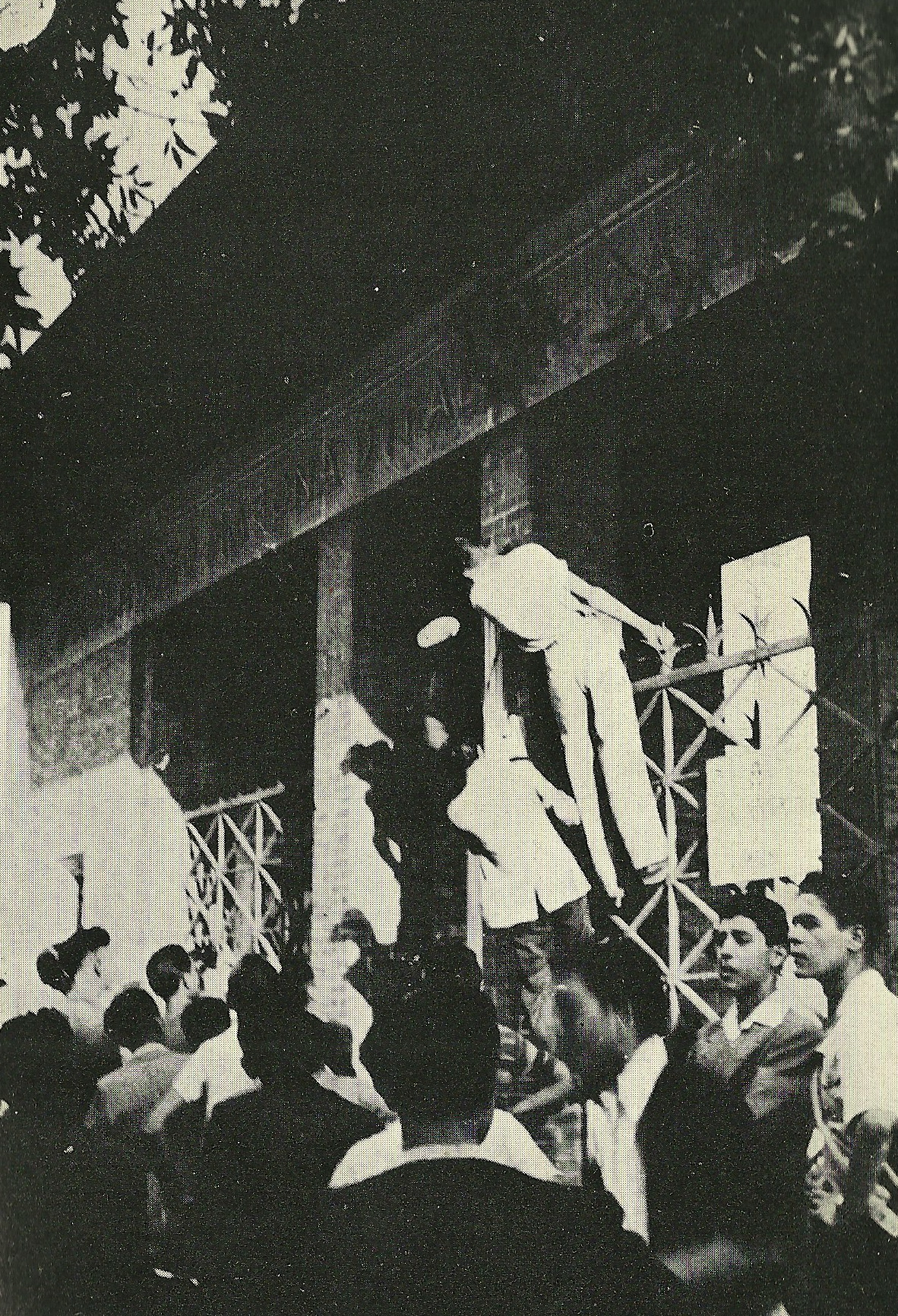
Originariamente su Pietro Bianconi, La nascita della classe operaia in una città-fabbrica, Firenze: 1970

Fortunato Perni annunciò che i tedeschi erano venuti nel porto di Piombino al solo scopo di rifornirsi di acqua e carbone; chiedevano quindi solo l'aiuto di alcune squadre di operai per ultimare il carico, se si voleva che presto riprendessero il mare. La stupefacente notizia veniva portata da Ulisse Ducci (presidente del Comitato di Concentrazione Antifascista) al popolo piombinese: “non si tratta soltanto di cacciare tedeschi, ma anche di tutelare la vita e la proprietà di alcuni cittadini. Quasi tutti gli italiani sono tutti indebitati con i bottegai e tutti sono dissanguati dagli speculatori neri. Temo che gli operai vogliono prendersi una rivincita per la sconfitta subita nel 1922…”.

Intanto alla stazione ferroviaria soldati, marinai, in divisa e abiti borghesi, si preparavano a partire. Valigie, zaini e armi si ammucchiavano sui binari. Un treno, già pronto la stazione, avrebbe dovuto partire alle 10:00 per Campiglia, ma il capo stazione non si decideva a dare l'ordine di partenza. Pochi minuti dopo arrivavano correndo un gruppo di operai armati di pistola ed altri ancora guidati da Ferruccio Dani. Soldati e carristi, cominciarono a capire che la presenza di una classe operaia decisa significava che esistevano le basi solide per un ulteriore sviluppo dell'insurrezione e per l'eventuale difesa della città. Quello che si chiedeva all'esercito senza guida era di prendere al decisione di restare e di combattere contro l'oppressore.

Ferruccio Dani esclamò: “In una situazione come questa - diceva Dani – vi si chiede di combattere per la libertà della Patria”.

I membri del Comitato di Concentrazione che facevano capo a Ulisse Ducci, nell'affannosa ricerca di una direttiva, erano guidati dalle contraddizioni insite negli ordini di Badoglio, che da un lato spingevano a combattere contro i nazifascisti e dall'altro lasciavano i fascisti al loro posto di comando. 
Gli operai si armarono in mille modi: negli stabilimenti dove esistevano piccole scorte di dinamite destinate alle imprese di costruzione, alle batterie, smontando proiettili di batteria per ricavarne tritolo. Piazza Vittorio Emanuele rigurgitò di giovani operai armati di strane bombe fabbricate in casa con la tecnica del pescatore di frodo.

Alle 12:00 i tedeschi ruppero gli indugi e sbarcarono indisturbati. Occuparono il porto e la Capitaneria, disarmarono le guardie di finanza e i pochi marinai che si erano attardati in quegli uffici. Le autorità militari collaborarono con i tedeschi allo scopo di evitare danni ai natanti ormeggiati del porto. In breve tempo dalla diga Foranea al pontile dell'ILVA, attraverso le attrezzature portuali della magona, lungo la linea della stazione ferroviaria di Portovecchio, i soldati tedeschi dilagarono, spingendosi dentro gli stabilimenti sino alla periferia della città in località Capezuolo. Anche la torretta del Semaforo, a poco più di 100 metri dalla batteria veniva occupata.

Nel dubbio che le autorità militari volessero far trovare i piombinesi di fronte ad un fatto compiuto o di dimostrare l'inutilità della resistenza ai tedeschi, in città pattuglie di operai si avviarono decisamente verso il comando del presidio.

Migliaia di operai affollavano le strade verso il porto, via Pisacane, piazza Vittorio Emanuele, esigevano l'uso di carri armati contro i tedeschi.

Verso le 13, infatti alcuni carri armati dell'Esercito Italiano si dirigevano verso l'estremità di viale Regina Margherita che conduce al porto, altri, invece, prendevano posizione nei pressi della stazione ferroviaria di Portovecchio.

Occorreva prendere tempo affinché i tedeschi capissero che una temporanea sospensione delle operazioni giovava ad entrambe le parti.

Gli operai delle batterie erano in posizione di combattimento con cannoni puntati sul porto; i soldati solidarizzavano con i civili; molti ufficiali erano d'accordo con il Comitato per rispettare l'ordine di Badoglio.

Ulisse Ducci, si spostava velocemente da un ufficio all'altro, da un Comando all'altro, parlava, organizzava, correva per riferire tutto al Comitato di Concentrazione.

Collaboravano con il Comitato di Concentrazione anche gli ufficiali superiori della Marina, ufficiali e sottoufficiali dei carabinieri compreso il maresciallo Rigoldi.

Il comando militare comunicava alle ore 18 di aver inviato un ultimatum ai tedeschi: ”Entro le ore 24 le navi tedesche nel porto di Piombino dovranno prendere il largo o saranno respinte a cannonate”. I soldati tedeschi rispondevano che alle ore 21 avrebbero lasciato gli ormeggi. Finalmente arrivavano in città 20 carri armati e 18 carri semoventi provenienti da Venturina (un paese distante pochi chilometri da Piombino) facenti parte della X|X Battaglione M/42.

Questi mezzi arrivavano in città alle 18 e prendevano posizione nei pressi della TollaBassa, via Pisacane e stazione di Portovecchio. “Tutta la città e i suoi difensori attendevano con ansia lo svolgersi degli eventi: oltre alle batterie, gruppi di cittadini erano anche per le strade, con armi alle mani, pronti ad ogni evenienza… ”

Verso le ore 21 le pattuglie tedesche che si trovavano ad appena trecento metri dalla stazione ferroviaria, attaccavano i carri armati con lancio di bombe a mano.

Tutti i carri armati, collegati per radio, aprivano fuoco con le mitragliatrici. Operai armati e membri del Comitato di Concentrazione partecipavano al combattimento.

Le navi tedesche non avevano scampo.

Poco prima delle 3 di mattina i tedeschi cessavano il fuoco; un cacciatorpediniere, unica nave scampata al bombardamento, prendeva il largo con un incendio a bordo. Il resto della flotta tedesca era un mucchio di lamiere contorte: l'altro cacciatorpediniere, due piroscafi di medio e piccolo tonnellaggi, carichi di armi e munizioni, sette chiatte da sbarco, erano affondate. Sulla banchina del porto morti e feriti giacevano ovunque.

Ma la battaglia non era ancora finita. Ai nostri soldati si presentava una triste situazione: gli ufficiali del Presidio non erano preparati alla vittoria. Esterrefatti, non sapevano cosa fare: si affidarono dunque al famigerato quadrumviro fascista generale De Vecchi. Prendeva il sopravvento quel bagaglio di pigrizia morale e di sfiducia da cui il fascismo aveva tratto la possibilità di imporsi. 
Il generale De Vecchi, ordinava la resa delle truppe italiane.

All'alba dell'11 settembre 1943 gli operai erano soli con la loro vittoria.

Tra gli operai nasceva adesso, una nuova premessa dalla consapevolezza di dover iniziare una nuova lotta, su basi completamente nuove, che non potevano essere più quelle di uno stato, di una gerarchia ormai completamente decomposti: era nata la resistenza armata di Piombino.

## Le lotte operaie alla Magona nel 1953
Nell'estate del 1946 lo stabilimento Magona d'Italia(stabilimento siderurgico) di Piombino riaprì i cancelli e in poco tempo lo stabilimento riprese a produrre a pieno regime. Tuttavia, proprio nel momento in cui lo sviluppo economico della Magona sembrava potesse finalmente decollare, scoppiò una crisi gravissima.

Nel 1953 a causa del “Piano Schuman”, che prevedeva la riduzione della manodopera per le fabbriche che producevano la prima lavorazione del ferro, numerosi operai vennero licenziati. Anche alla Magona, il 9 febbraio 1953, vennero licenziati 500 operai. Alla notizia dei licenziamenti venne proclamato uno sciopero di 48 ore e gli operai della Magona e dell'Ilva scesero in piazza.

Il giorno dopo gli operai dell'Ilva che avevano partecipato allo sciopero ricevettero una lettera di licenziamento. Successivamente alla Magona vennero licenziati altri 150 operai. Il giorno 21 febbraio gli operai scioperanti si scontrarono con la polizia. Dopo 48 ore di sciopero, gli operai tornarono al lavoro, compresi quelli che erano stati licenziati. Il direttore dello stabilimento chiamò la polizia, mentre in città poliziotti e carabinieri caricavano la folla. Nella notte vennero arrestati diversi operai licenziati.

Il 23 marzo la Magona licenziò altri 150 operai e i lavoratori respinsero questo provvedimento continuando a recarsi in fabbrica. Il 31 marzo si scatenò ancora la polizia: vennero arrestati 18 operai .

La mattina del 3 aprile la direzione della Magona abbandonava la fabbrica; la polizia proteggeva gli industriali e bastonava gli operai. Dopo l'uscita della direzione aziendale la Commissione Interna convocava un'assemblea generale sul piazzale della fabbrica. All'assemblea parteciparono 2000 lavoratori.

Gli operai decisero di occupare la fabbrica. L'11 aprile si tenne un incontro tra i sindacati (CGIL, UIL, CISL) e gli industriali della Magona. Al termine venne comunicato agli operai che gli accordi presi erano i seguenti:
- Gli operai dovevano uscire dalla fabbrica il 13 aprile alle 7 e la polizia avrebbe tollerato una manifestazione per le vie della città;
- Alle trattative presso il Ministero avrebbe partecipato anche la Commissione Interna;
- Il segretario della CGIL si sarebbe recato a qualunque ora dal prefetto per comunicare le decisioni degli operai.

La maggioranza degli operai decise di abbandonare la fabbrica: sarebbero usciti a testa alta, dando una dimostrazione di unità. Ogni sorveglianza venne abbandonata nella fabbrica e molti operai tornarono a casa. Mentre gli operai riposavano tranquilli, la polizia si preparava per un'irruzione nella fabbrica. I poliziotti credevano di dover conquistare una fabbrica occupata da 2000 operai, ma in realtà gli occupanti a quell'ora erano solo 200.

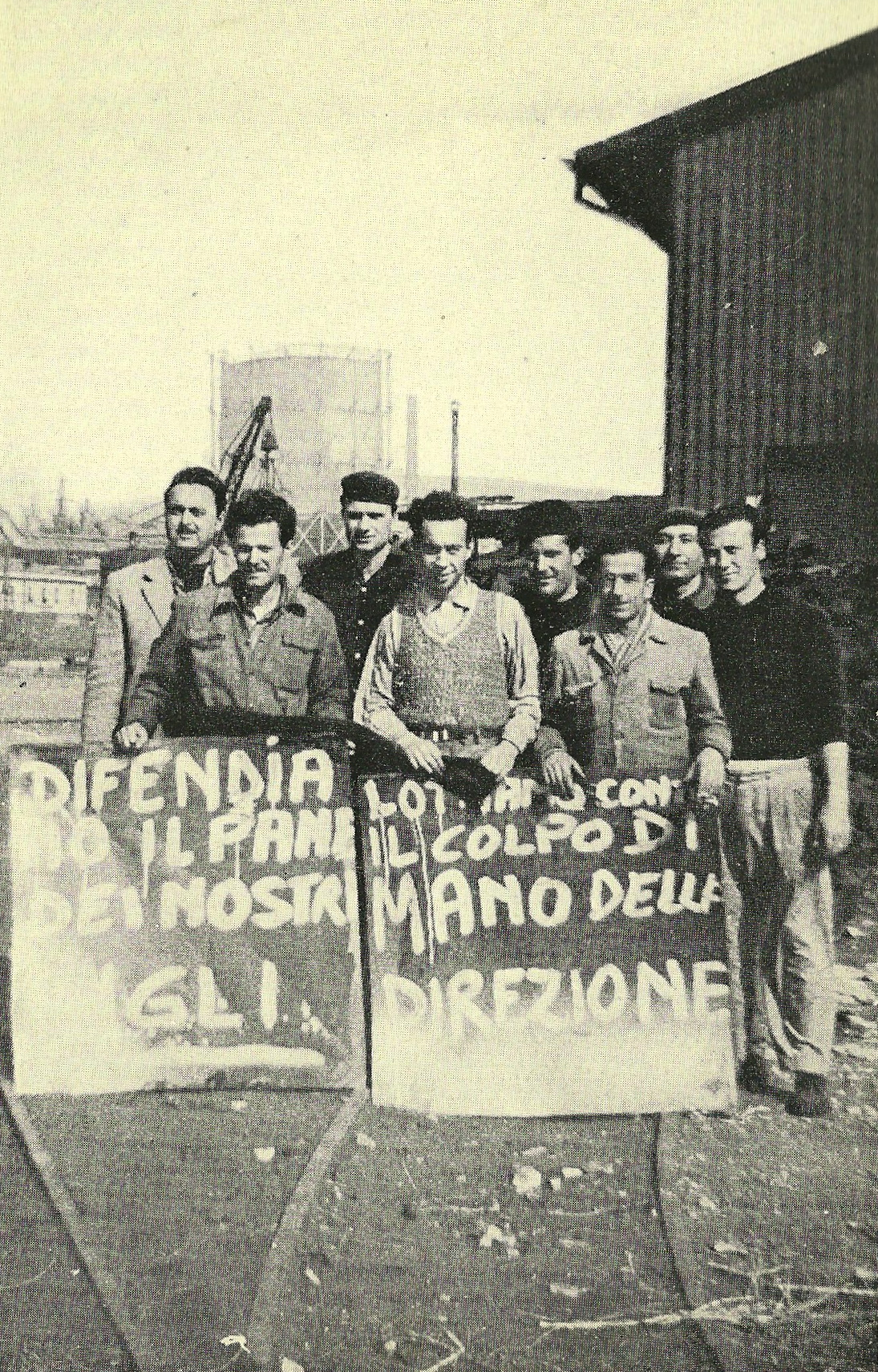
Alcuni operai durante l'occupazione dell'acciaieria "La Magona" di Piombino (Livorno) nell'aprile 1953. Fu una delle prime occupazioni dell'industria siderurgica italiana per impedire la chiusura di uno stabilimento.

Si pensa che non ci fosse stato nessun tipo di accordo tra il segretario della CGIL e il prefetto, ma la comunicazione era stata fatta per far abbandonare la fabbrica dagli operai. Dopo l'irruzione della polizia, 84 operai vennero arrestati.

I giornali riportavano quanto segue:

“In seguito ai noti fatti provocati dal licenziamento di massa alla Magona di Piombino, 82 lavoratori piombinesi sono comparsi ieri dinanzi al Tribunale Penale di Livorno per rispondere di “violazione di domicilio”…” 

Dopo un'ora e mezzo di permanenza in Camera di Consiglio Comunale il Tribunale emetteva la sentenza: 3 operai assolti dall'accusa di violazione di domicilio per insufficienza di prove, 11 operai assolti per non aver commesso i fatto, gli operai accusati restanti, ritenuti responsabili del reato in questione, venivano, pertanto, condannati a 1 e 15 giorni di reclusione con spese e danni verso la parte lesa.

## Dalla chiusura del 1953 ai licenziamenti degli anni 1956-1957
Nel 1954 la Magona investì su un nuovo impianto, che necessitava per il funzionamento i soli 350-400 operai: erano quindi nell'aria nuovi licenziamenti. Nella prima metà del 1954 si organizzarono così numerosi scioperi. Nei mesi successivi, tuttavia, grazie ai miglioramenti agli impianti e all'aumento della produzione, si resero necessarie nuove assunzioni. Gli operai chiesero comunque miglioramenti dell'indennità della mensa, i cottimi e gli organici di produzione.

Il 30 aprile 1955 gli operai manifestarono contro l'atteggiamento assunto dal questore, il quale aveva proibito il corteo del primo maggio, limitando i diritti costituzionali dei lavoratori. Venne indetto uno sciopero di 4 ore. 

Vennero arrestati degli operai, che successivamente furono licenziati.

Dal 27 al 31 maggio 1955 maturò la protesta all'interno della Magona, dove la costruzione del nuovo impianto era costata il lavoro a 1600 operai e il ritmo di lavoro era infernale.

Dal 30 settembre 1956, 759 dipendenti vennero licenziati, a causa dell'abbandono della produzione di laminati a caldo. Si cercò un accordo, ma la dirigenza della Magona non ne voleva sapere, anzi decise di sospendere i treni a caldo, causando la sospensione di 150-170 lavoratori.
Nel frattempo era stato deciso un potenziamento dell'ILVA, che avrebbe portato a un aumento della produzione e permesso il riassorbimento di 200 operai. Tale potenziamento, però, fu molto più lento di quanto gli operai si aspettassero. Un'importante conquista per i licenziati fu il riconoscimento delle indennità CECA, cioè un contributo speciale previsto per gli operai licenziati in seguito al ridimensionamento di aziende siderurgiche. L'erogazione del contributo subì ritardi e ci furono proteste da parte degli operai e delle organizzazioni sindacali.

Nel corso del 1957 gli operai rimasti in fabbrica diedero vita a un'intensa azione sindacale, perché i “magonisti” si sentivano inferiori, soprattutto per quanto riguarda i salari e le condizioni disagiate di alcuni reparti. L'agitazione partì dagli operai del treno a nastro con uno sciopero di due ore e si allargò agli altri settori. La Direzione, allarmata, chiese i nominativi dei partecipanti, ma non vennero dati grazie a una forte unità fra lavoratori e organizzazioni sindacali. 

Nel corso del 1957 gli operai rimasti in fabbrica diedero vita a un'intensa azione sindacale, perché i “magonisti” si sentivano inferiori, soprattutto per quanto riguarda i salari e le condizioni disagiate di alcuni reparti. L'agitazione partì dagli operai del treno a nastro con uno sciopero di due ore e si allargò agli altri settori. La Direzione allarmata chiese i nominativi dei partecipanti, ma non vennero dati grazie a una forte unità fra lavoratori e organizzazioni sindacali. Le rivendicazioni degli operai erano: • la cessazione dei licenziamenti • i salari parificati a quelli dell'impianto di Castellamare di Stabia • la decorrenza degli aumenti a partire dal 1º marzo • il ripristino della cassa integrativa aziendale per l'assistenza malattie.

La Direzione si dichiarò disposta a trattare e l'agitazione venne sospesa. L'accordo prevedeva un aumento di 300-400 lire circa del salario e incentivi aziendali.

## Gli anni 1958-1967
Il 1958 fu ancora un anno difficile per gli stabilimento siderurgici piombinesi: nelle fabbriche si era verificata una riduzione dei ritiri dei prodotti e un aumento delle giacenze nei magazzini. Questo causò la sospensione di alcuni operai e la riduzione dell'orario di lavoro a un unico turno. Contemporaneamente era terminato il potenziamento dell'ILVA, che nel frattempo era diventato il più grande complesso siderurgico dell'Italia centrale, ma le capacità produttive dello stabilimento non erano ancora sfruttate al 100%.

Nei mesi successivi ci fu un aumento della produzione nazionale, che interessò anche gli stabilimenti piombinesi. Dopo oltre dieci anni i bilanci della Magona si erano chiusi in attivo. Lo sviluppo della produzione non aveva però provocato un miglioramento delle condizioni operaie e questo determinò nuovi scontri in fabbrica.

Gli operai, infatti, si resero conto che il boom economico era reso possibile dal persistente basso costo del lavoro e decisero di protestare per migliorare le loro condizioni.

Nel 1961 le richieste degli operai erano:
- aumento dei salari;
- riduzione orario di lavoro a 40 ore;
- miglioramento della parte normativa;
- integrazioni salariali alle prestazioni assistenziali e previdenziali.

Il momento principale delle lotte si determinò nel giugno 1963, vennero organizzati numerosi scioperi e la partecipazione fu ampia e unitaria. Verso la fine del 1963 alla Magona erano stati concessi aumenti di salari e la riduzione dell'orario di lavoro, ma questo non significava la chiusura delle trattative e la fine delle lotte.

Il 18 gennaio 1963 segnò la ripresa a livello nazionale delle lotte per la vertenza contrattuale e il rinnovo del contratto di lavoro. A Piombino i lavoratori effettuarono uno sciopero di due ore, la percentuale fu alta all'Italsider, mentre alla Magona solo 20 operai si astennero dal lavoro.

Il potere contrattuale degli operai della Magona era di gran lunga più debole rispetto agli operai dell'Italsider.

Il 17 febbraio 1963 si concluse la battaglia contrattuale, l'accordo migliorava sensibilmente il contratto, stabilendo il riconoscimento della contrattazione aziendale e miglioramenti complessivi.

La FIOM invitava la Magona a dare inizio alle trattative per il rinnovo del contratto aziendale di lavoro, aprendo la discussione sui seguenti punti, che sarebbero stati oggetto di agitazione per il 1964:
- sistemazione e ammodernamento della struttura retributiva;
- strutturazione del premio di produzione;
- rivalutazione indennità di mancata mensa;
- attività culturali, ricreative, sportive e assistenziali;
- trattenuta dei contributi sindacali mediante delega rilasciata da ciascun lavoratore in favore dell'organizzazione sindacale prescelta.

Nel corso del 1964 la Magona tornò a splendere: entrò in funzione un nuovo impianto, ma la condizione degli operai toccava livelli bassi.

Venne anche sollecitato l'intervento di un ispettorato contro il ristabilimento della settima giornata lavorativa per il quale l'azienda non faceva timbrare il cartellino per non pagare i contributi, violando le norme contrattuali di legge sull'orario di lavoro e sul riposo settimanale e domenicale.

La FIOM organizzò delle assemblee di reparto per discutere del salario, dell'inquadramento professionale, dei ritmi e della durata del lavoro, degli incentivi e degli organici. Dalle discussione emerse che le condizioni degli operai erano ancora arretrate, sia da un punto di vista salariale che normativo.